# Mimoclystia rhodopnoa
Mimoclystia rhodopnoa es una especie de polilla de la familia Geometridae. La especie fue descrita por primera vez por el lepidopterólogo inglés Louis Beethoven Prout en 1928, con distribución endémica en la isla de Madagascar.